# Păcureți (gmina)
Păcureți – gmina w Rumunii, w okręgu Prahova. Obejmuje miejscowości Bărzila, Curmătura, Matița, Păcureți i Slavu. W 2011 roku liczyła 2149 mieszkańców.